# Championnat d'Ouzbékistan de football 1993
Navigation
Saison précédente Saison suivante
La saison 1993 du Championnat d'Ouzbékistan de football est la deuxième édition de la première division en Ouzbékistan, organisée sous forme de poule unique, l'Oliy Liga, où toutes les équipes se rencontrent deux fois au cours de la saison. En fin de saison, les deux derniers du classement sont relégués et remplacés par les deux meilleurs clubs de Birinchi Liga, la deuxième division ouzbek.
C'est l'un des tenants du titre, le Neftchi Ferghana qui remporte le championnat après avoir terminé en tête du classement final, avec cinq points d'avance sur l'autre tenant du titre, le Pakhtakor Tachkent et neuf sur le Navbahor Namangan. C'est le deuxième titre de champion d'Ouzbékistan de l'histoire du club.

## Clubs participants
- Pakhtakor Tachkent
- Neftchi Ferghana
- Sogdiana Jizzakh
- Nurafshon Bukhara
- Navbahor Namangan
- Temiryolchi Kokand
- Navro'z Andijan
- Kushon Kosonsoy[1]
- Traktor Tachkent
- Dinamo Samarqand[2]
- MHSK Tachkent[3]
- FK Chirchiq
- FK Yangyier
- Aral Nukus FC
- Shifokor Guliston - Promu de Birinchi Liga
- Politotdel Tachkent - Promu de Birinchi Liga

## Compétition
Le barème de points servant à établir le classement se décompose ainsi :
- Victoire : 2 points
- Match nul : 1 point
- Défaite : 0 point

### Classement
| Rang | Équipe                  | Pts | J  | G  | N | P  | Bp | Bc | Diff |
| ---- | ----------------------- | --- | -- | -- | - | -- | -- | -- | ---- |
| 1    | Neftchi Ferghana T      | 52  | 30 | 24 | 4 | 2  | 83 | 27 | +56  |
| 2    | Pakhtakor Tachkent T'C' | 47  | 30 | 20 | 7 | 3  | 74 | 29 | +45  |
| 3    | Navbahor Namangan       | 43  | 30 | 18 | 7 | 5  | 64 | 32 | +32  |
| 4    | Sogdiana Jizzakh        | 40  | 30 | 16 | 8 | 6  | 47 | 31 | +16  |
| 5    | Nurafshon Bukhara       | 35  | 30 | 15 | 5 | 10 | 46 | 32 | +14  |
| 6    | Temiryolchi Kokand      | 31  | 30 | 13 | 5 | 12 | 36 | 34 | +2   |
| 7    | Navro'z Andijan         | 30  | 30 | 11 | 8 | 11 | 43 | 41 | +2   |
| 8    | MHSK Tachkent           | 27  | 30 | 9  | 9 | 12 | 38 | 50 | -12  |
| 9    | Politotdel Tachkent P   | 26  | 30 | 12 | 2 | 16 | 52 | 52 | 0    |
| 10   | Traktor Tachkent        | 26  | 30 | 10 | 6 | 14 | 25 | 38 | -13  |
| 11   | Aral Nukus FC           | 25  | 30 | 11 | 3 | 16 | 37 | 55 | -18  |
| 12   | FK Yangiyer             | 24  | 30 | 9  | 6 | 15 | 34 | 44 | -10  |
| 13   | FK Chirchiq             | 21  | 30 | 8  | 5 | 17 | 43 | 57 | -14  |
| 14   | Shifokor Guliston P     | 19  | 30 | 8  | 3 | 19 | 37 | 76 | -39  |
| 15   | Kushon Kosonsoy         | 19  | 30 | 6  | 7 | 17 | 33 | 57 | -24  |
| 16   | Dinamo Samarqand        | 15  | 30 | 6  | 3 | 21 | 22 | 59 | -37  |

|  | Qualification pour la Coupe des clubs champions 1994-1995                           |
|  | Qualification pour la Coupe des Coupes 1994-1995                                    |
|  | Relégation directe en Birinchi Liga                                                 |
|  | T: Tenant du titre C: Vainqueur de la Coupe d'Ouzbékistan P: Promu de Birinchi Liga |

## Bilan de la saison
| Championnat d'Ouzbékistan de football 1993 |                             |
| Champion                                   | Neftchi Ferghana (2e titre) |
| Coupes et trophées                         |                             |
| Vainqueur de la Coupe d'Ouzbékistan 1993   | Pakhtakor Tachkent          |
| Qualifications continentales               |                             |
| Coupe des clubs champions 1994-1995        | Neftchi Ferghana            |
| Coupe des Coupes 1994-1995                 | Pakhtakor Tachkent          |
| Promotions et relégations                  |                             |
| Promus en Uzbek League                     | Atlaschi Margilon           |
| Promus en Uzbek League                     | Surxon Termiz               |
| Relégués en Birinchi Liga                  | Kushon Kosonsov             |
| Relégués en Birinchi Liga                  | Dinamo Samarqand            |